# Andreas Leitner
 Andreas Leitner (ur. 25 marca 1994 w Leoben) – austriacki piłkarz występujący na pozycji bramkarza. Wychowanek SV Breitenau. Jest zawodnikiem austriackiego klubu Admira Wacker Mödling. Młodzieżowy reprezentant Austrii.